# Liceo delle Scienze umane Duca d'Aosta - Padova
Il Liceo Amedeo di Savoia Duca d'Aosta è un istituto di istruzione secondaria di secondo grado di Padova.

## Sede
Il Liceo occupa parte degli spazi dell'ex convento annesso alla chiesa di San Francesco Grande e fa quindi parte dell'area occupata dalla cosiddetta cittadella francescana, eretta all’inizio del XV secolo e delimitata oggi da via del Santo, via San Francesco e via Galileo Galilei. Il cuore del monastero era la Biblioteca fatta costruire negli anni 1753-1761 dal francescano Michelangelo Carmeli, professore di Lingue orientali all'Università di Padova le cui pareti sono affrescate dall'artista settecentesco Giuseppe le Gru con scene mitologiche, personificazioni di Scienze e Arti, nonché ritratti di filosofi greci. Interessante la vicinanza della torre di Giuseppe Jappelli nel giardino di casa Romiati
Con le soppressioni napoleoniche del 1810, la cittadella fu trasformata in magazzino militare e nel 1827 il governo austriaco cedette una metà del convento al parroco di San Francesco, mentre l'altra metà fu assegnata all'Università. 
Nel 1871 quest'ultima parte fu acquistata dal Comune di Padova e destinata a ospitare la Scuola Normale Femminile e Maschile di Padova

## Storia
Le due Scuole erano state istituite nel 1868 per preparare i maestri elementari del nuovo Regno d'Italia. Nel 1923, con la riforma Gentile, si fusero e si trasformarono in uno degli ottantasette Istituti Magistrali del Regno. 
Intitolato alla poetessa e pedagogista Erminia Fuà Fusinato, l'Istituto Magistrale nel 1943 cambiò denominazione e fu legato al nome di Amedeo di Savoia Duca d'Aosta.

## Didattica
Negli anni '90 nasce il Liceo delle Scienze Sociali formato da un biennio che si articola in tre aree (equivalenza, integrazione, indirizzo) e un triennio, per complessive 30 ore settimanali.

### Il progetto DUdA
DUdA è il nome della collezione d'arte contemporanea ospitata nella scuola. È una sigla che si scioglie in DU[ca] d'A[rte].
Dal 2015 per iniziativa del preside Alberto Danieli è stato avviato un progetto di riqualificazione degli spazi scolastici con opere d'arte, nato con il titolo Una porta per il DUdA e poi trasformato nel DUdA – Duca d'Arte, corridoi d'arte contemporanea. Il progetto ha coinvolto numerosi artisti padovani e non solo, che hanno prestato la propria opera a titolo gratuito, ed è iniziato con la decorazione delle porte delle aule. Nel corso degli anni si è esteso all'installazione di opere d'arte nei corridoi e nei cortili e alla decorazione di pareti interne ed esterne dello stabile con un'importante ricaduta sulla didattica. Oltre a riqualificare l'ambiente frequentato dagli studenti, le opere d'arte sono state oggetto di progetti scolastici di approfondimento e di condivisione con la cittadinanza.
Il DUdA è stato inserito nei percorsi delle Giornate FAI di Primavera dedicate al contemporaneo del 25 e 26 marzo 2017.